# خرس سیاه (فیلم)
خرس سیاه (انگلیسی: Black Bear) فیلمی در ژانر درام به کارگردانی لارنس مایکل لوین است که در سال ۲۰۲۰ منتشر شد. از جمله بازیگران آن می‌توان به کریستوفر ابوت، سارا گدون و آبری پلازا اشاره کرد.
خرس سیاه در ژانویه سال ۲۰۲۰ در جشنواره فیلم ساندنس به نمایش درآمد.